# Sebastião de Melo
Sebastião José de Carvalho e Melo, bekend als markies van Pombal (Lissabon, 13 mei 1699 - Pombal, 15 mei 1782) was een Portugees staatsman uit de 18e eeuw. Hij was van 1750 tot 1777 eerste minister van Portugal tijdens de regeerperiode van Jozef I. De vorst zou hem de titel van Marquês de Pombal (markies van Pombal) schenken. Sebastião de Melo moderniseerde Portugal op economisch vlak.

## Carrière
In 1738 begon Sebastião de Melo, de zoon van een grondbezitter uit Leiria, een diplomatieke carrière als Portugees ambassadeur in Londen en later in Wenen. Toen koning Johan V in 1750 overleed, werd zijn zoon Jozef I koning. Hij was dol op de Melo, en benoemde hem tot minister van Buitenlandse Zaken.
In 1755 werd De Melo minister-president. Hij voerde op het Engelse voorbeeld gebaseerde economische hervormingen door. Hij schafte de slavernij in de Portugese koloniën in India af, reorganiseerde het leger, herstructureerde de universiteit van Coimbra en beëindigde de discriminatie van niet-katholieke christenen.
De Melo's grootste hervormingen vonden plaats op economisch en financieel terrein, met de oprichting van verschillende bedrijven en gilden om elke commerciële activiteit te regelen. Hij begrensde het gebied voor de productie van port, en was hiermee de eerste in Europa die de kwaliteit en productie van wijn probeerde te reguleren.
In de ochtend van 1 november 1755 werd Lissabon verwoest door een zware aardbeving met een geschatte kracht van 9 op de schaal van Richter. Sebastião de Melo had geluk en overleefde het en begon meteen met de heropbouw van de stad. Ondanks de ramp staken er geen epidemieën de kop op en de nieuwe benedenstad van Lissabon werd binnen een jaar al gebouwd, ontworpen om aardbevingen te doorstaan.

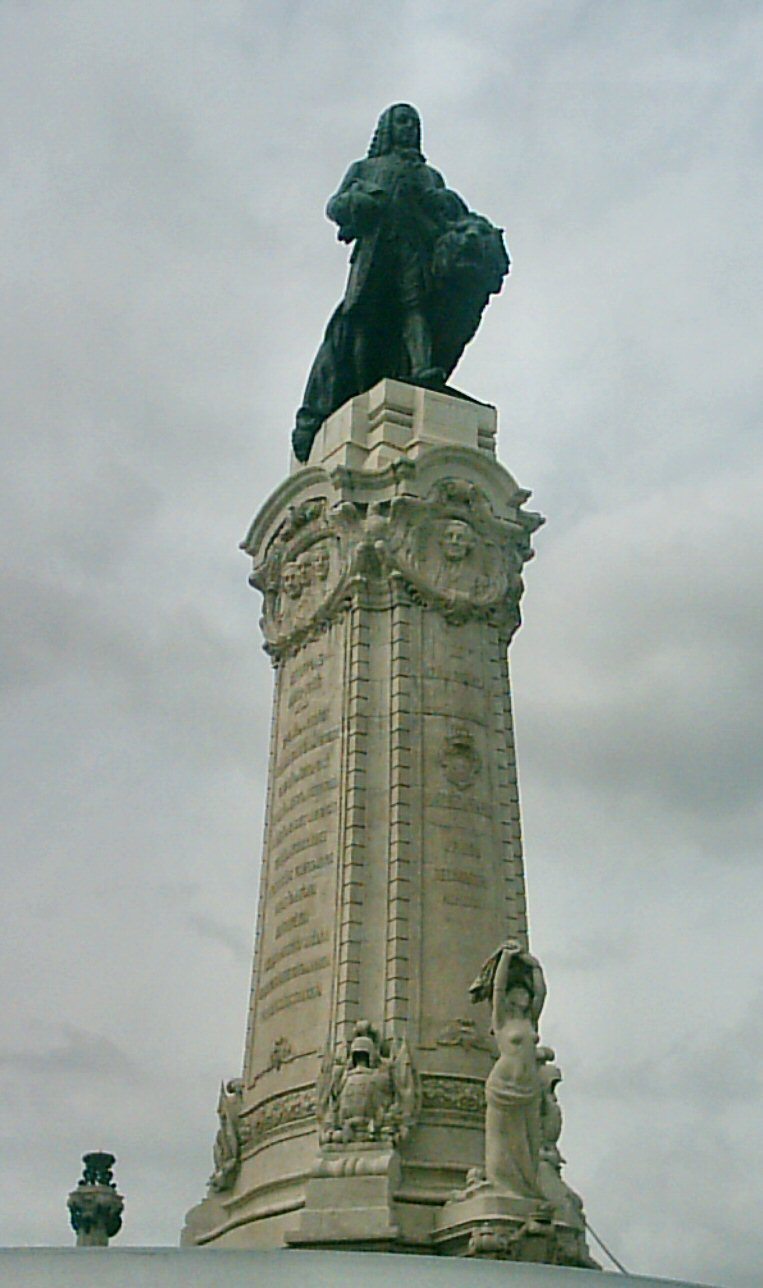

Na de aardbeving gaf Jozef I zijn eerste minister nog meer macht en Sebastião de Melo werd een machtige, progressieve dictator. Zijn aantal vijanden groeide. In 1758 raakte Jozef I gewond bij een moordaanslag. De Tavora-familie en de graaf van Aveiro werden na een kort proces geëxecuteerd. De jezuïeten werden het land uitgezet en hun bezitting verbeurd verklaard. Sebastião de Melo vervolgde elke betrokkene, zelfs vrouwen en kinderen.
Na de aanslag werd hij benoemd tot graaf van Oeiras en heerste hij over Portugal tot de dood van Jozef I in 1777. Diens opvolger, koningin Maria I van Portugal had een hekel aan de markies en verbood hem binnen een afstand van 30 kilometer van haar te komen en beknotte zo zijn invloed.
De Baixa Pombalina, een wijk in Lissabon, is naar hem vernoemd.